# Sacrario militare di Asiago
Il sacrario militare di Asiago, più noto come sacrario del Leiten, è uno dei principali ossari militari della prima guerra mondiale. Sorge sul colle del Leiten (pronuncia Laiten) presso Asiago, in Veneto, a 1058 m s.l.m.
L'ossario di Asiago è diventato, insieme a quelli del Pasubio, del monte Grappa e di Tonezza del Cimone, simbolo della provincia di Vicenza.
Mario Rigoni Stern racconta della costruzione del sacrario nel romanzo Le stagioni di Giacomo.

## Storia
Nel 1932, durante il periodo fascista, nacque l'idea di raccogliere in un unico, imponente, monumento-ossario, tutte le salme italiane presenti nei numerosi cimiteri di guerra sparsi sull'altopiano di Asiago.
Il sacrario venne progettato dall'architetto Orfeo Rossato di Legnago (Vr) e venne ultimato nel 1936. Due anni dopo, nel 1938, tutte le salme italiane furono lì trasferite. Alla fine degli anni sessanta tuttavia, si concordò con l'Austria il trasferimento anche delle salme dei soldati austroungarici, rimaste a riposare nei cimiteri militari. Gli austriaci chiesero però che 5 cimiteri austroungarici (quelli presenti sul monte Mosciagh) degli allora 8 rimasti potessero rimanere dov'erano.

## Descrizione
È costituito da un unico piano, a pianta quadrata con lato di 80 metri, in cui è ricavata la cripta con i loculi dei caduti disposti lungo le pareti delle gallerie perimetrali ed assiali, mentre al centro vi è la cappella votiva di forma ottagonale.
Nei pressi dell'ingresso alla cripta è stato allestito un museo diviso in due settori. Al di sopra della cripta si apre un ampio terrazzo, cui si accede da una scalinata larga 35 metri, sulla parte superiore sorge un arco trionfale quadrifronte alto 47 metri, al centro del quale è stata posta una simbolica ara votiva. Ai quattro lati del terrazzo, nel parapetto della balconata, sono incisi ed indicati da frecce i nomi delle località della zona più importanti durante la Grande guerra. 
Attualmente  il terrazzo non è aperto alle visite del pubblico perché con le attuali leggi non più a norma di sicurezza,così come la cripta (chiusa per problemi di infiltrazione  d'acqua e di umidità). Nei prossimi mesi secondo il Ministero della Difesa e Onorcaduti è  previsto un progetto di manutenzione/messa a norma  straordinario  di tutto il complesso presente.

## Caduti

I quattro ossari nello stemma della provincia di Vicenza: l'ossario del Pasubio, l'ossario del monte Cimone, il sacrario militare di Asiago ed il sacrario militare del monte Grappa.

Nel sacrario riposano i resti di 54.286 caduti italiani ed austro-ungarici della guerra 1915-1918 di cui 33.253 ignoti e 3 della guerra 1940-1945. I nominativi dei soldati noti sono incisi, in ordine alfabetico, da sinistra a destra sui singoli loculi. I resti mortali dei 21.491 caduti italiani ignoti e degli 11.762 austro-ungarici ignoti sono invece raccolti in grandi tombe comuni nelle gallerie centrali più prossime alla cappella. Recentemente presso l'entrata è stata posta una targa trilingue (ebraico, italiano e tedesco) con stella di Davide che ricorda come tra i vari caduti vi siano anche militari di origine ebrea.
I corpi dei soldati custoditi nel sacrario di Asiago provengono per la maggior parte da 36 cimiteri di guerra della zona. Fra i noti riposano 12 caduti decorati di medaglia d'oro al valor militare:
- Colonnello Giovanni Antonio Aprosio
- Generale Francesco Berardi
- Maggiore Luigi Cigersa
- Soldato Roberto Cozzi
- Sottotenente Lamberto De Bernardi
- Caporale maggiore Giuseppe Pintus
- Sergente maggiore Ferdinando Podda
- Generale Marcello Prestinari
- Soldato Alfonso Samoggia
- Caporale Roberto Sarfatti
- Tenente Raffaele Stasi
- Generale Euclide Turba

Il sacrario non raccoglie le salme di tutti i caduti sull'Altopiano durante la Grande Guerra, ma solo una parte. Alcuni di essi vennero traslati in altri Sacrari (come quello di Redipuglia) o in qualche caso al paese di origine, inoltre i soldati dispersi sull'Altopiano sono ancora migliaia: nella sola battaglia dell'Ortigara i dispersi furono 4.500; nell'Offensiva di primavera oltre 82.500. Mancano poi all'appello i caduti inglesi e francesi, non tumulati all'interno del sacrario.

## Sentieri di guerra
Il sacrario è il punto di arrivo dell'alta via Tilman (AVT) che parte da Falcade e tappa del sentiero della Pace. Recentemente  è  entrato  a far parte insieme agli altri sacrari presenti nello stemma della provincia di Vicenza dell' Alta Via della Grande Guerra.

## Galleria d'immagini

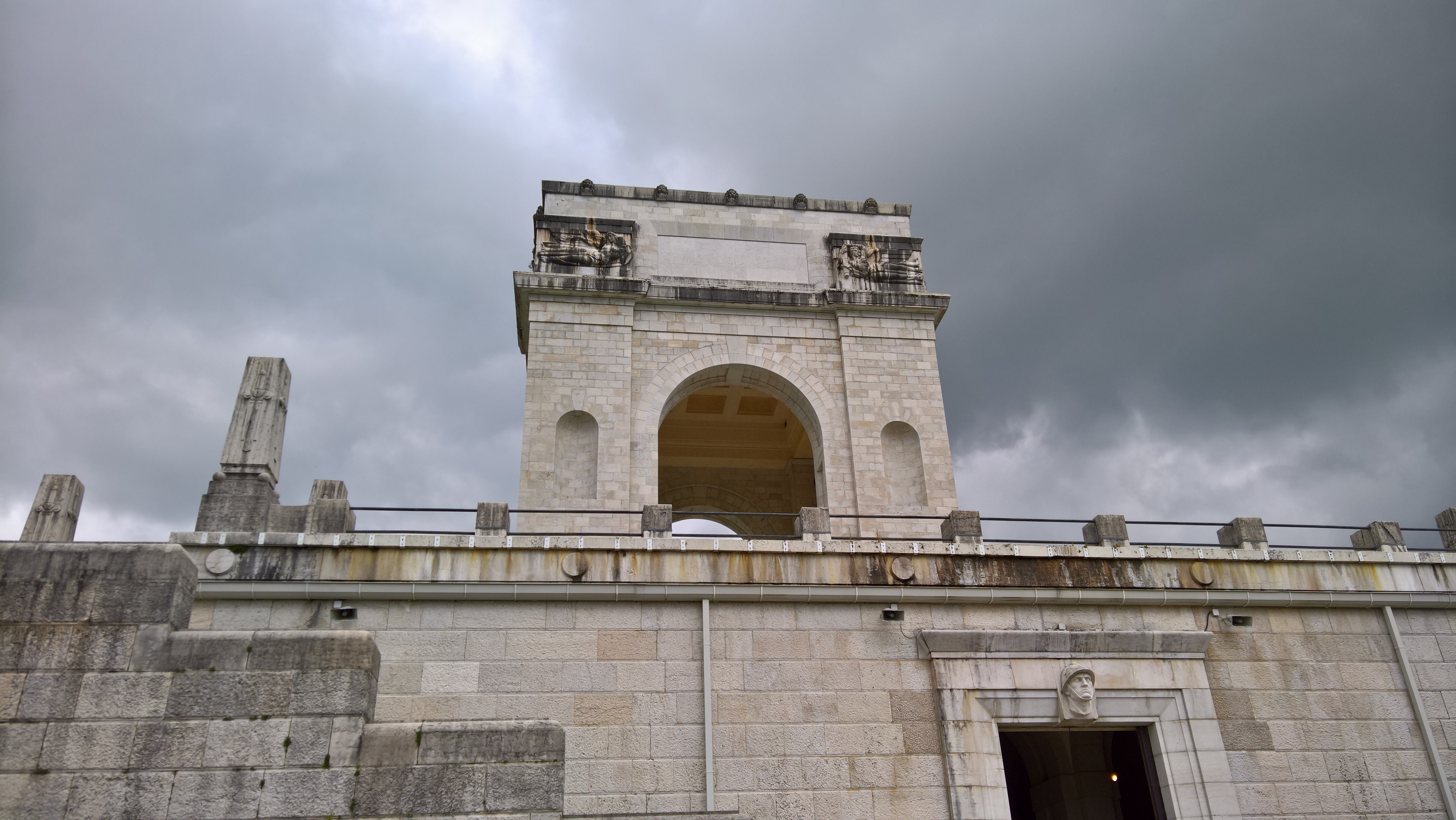
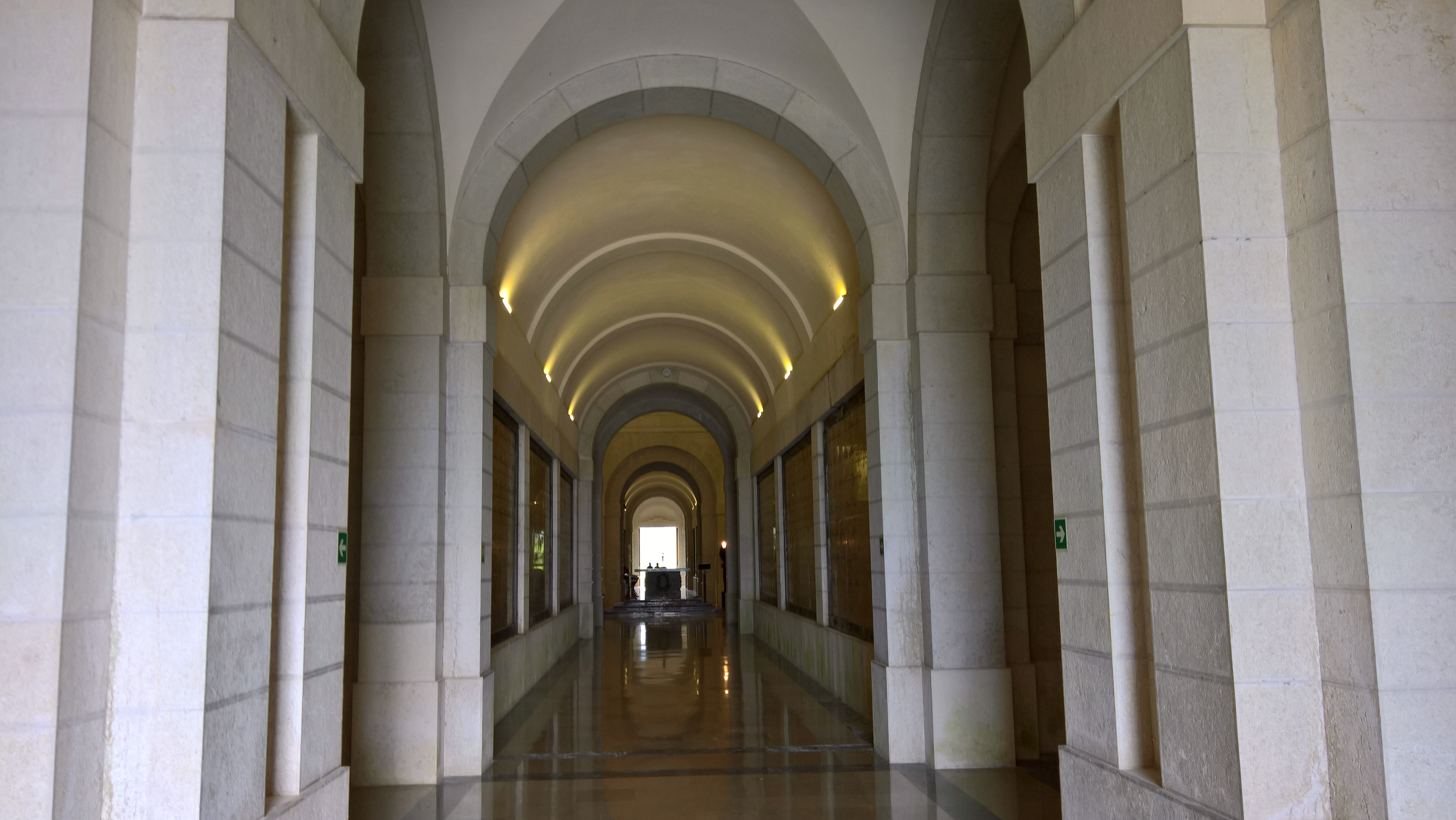
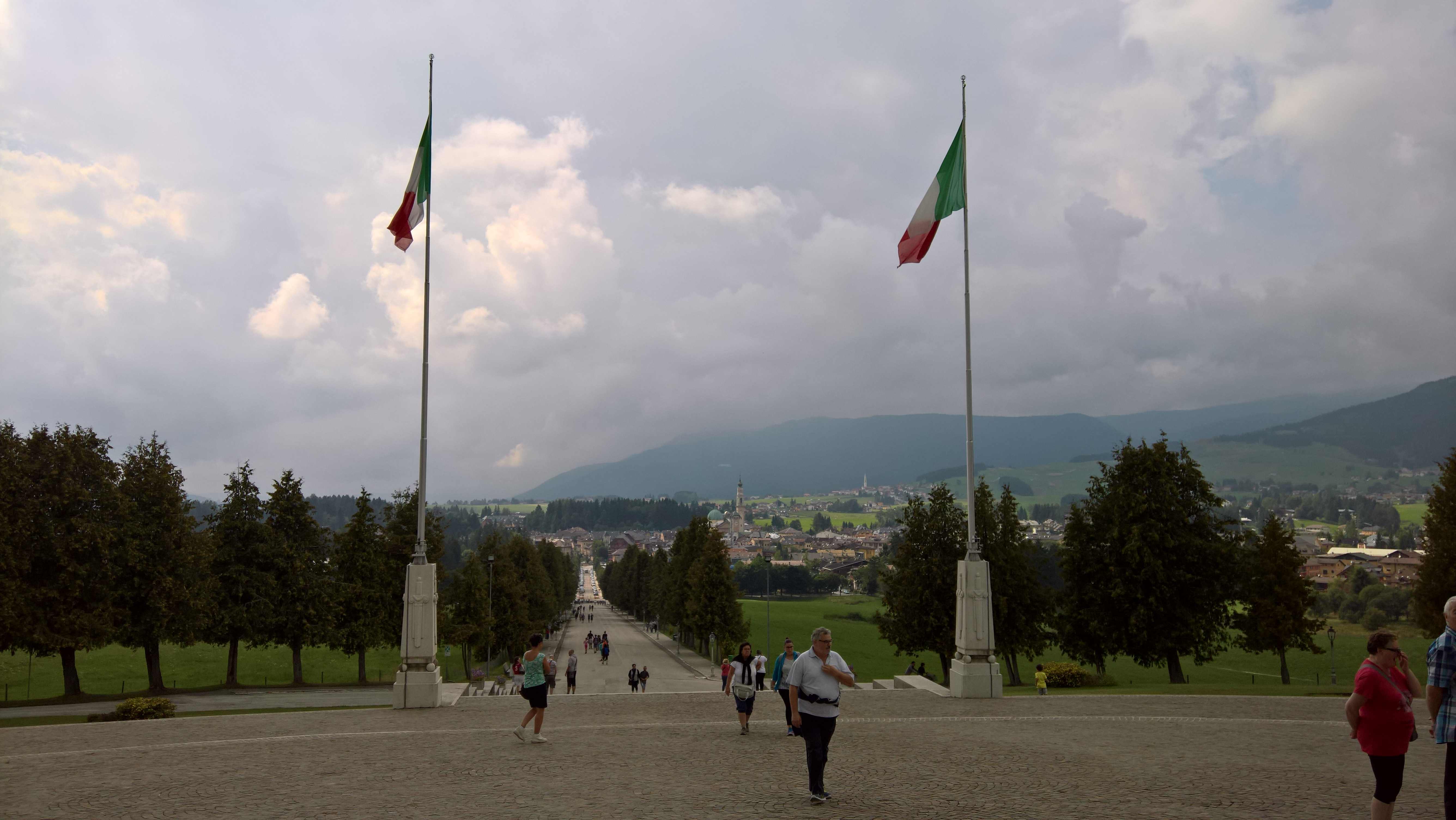
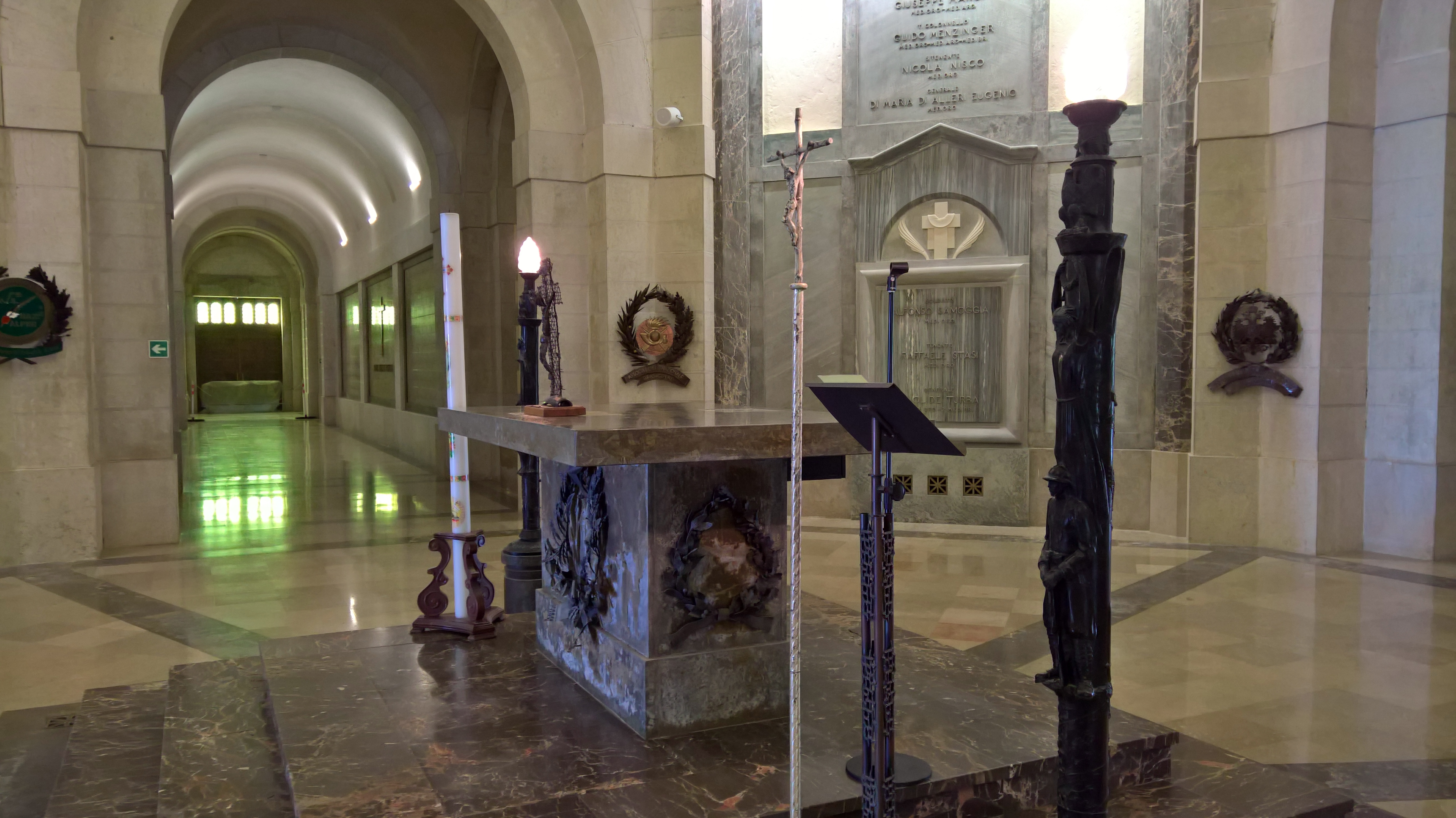
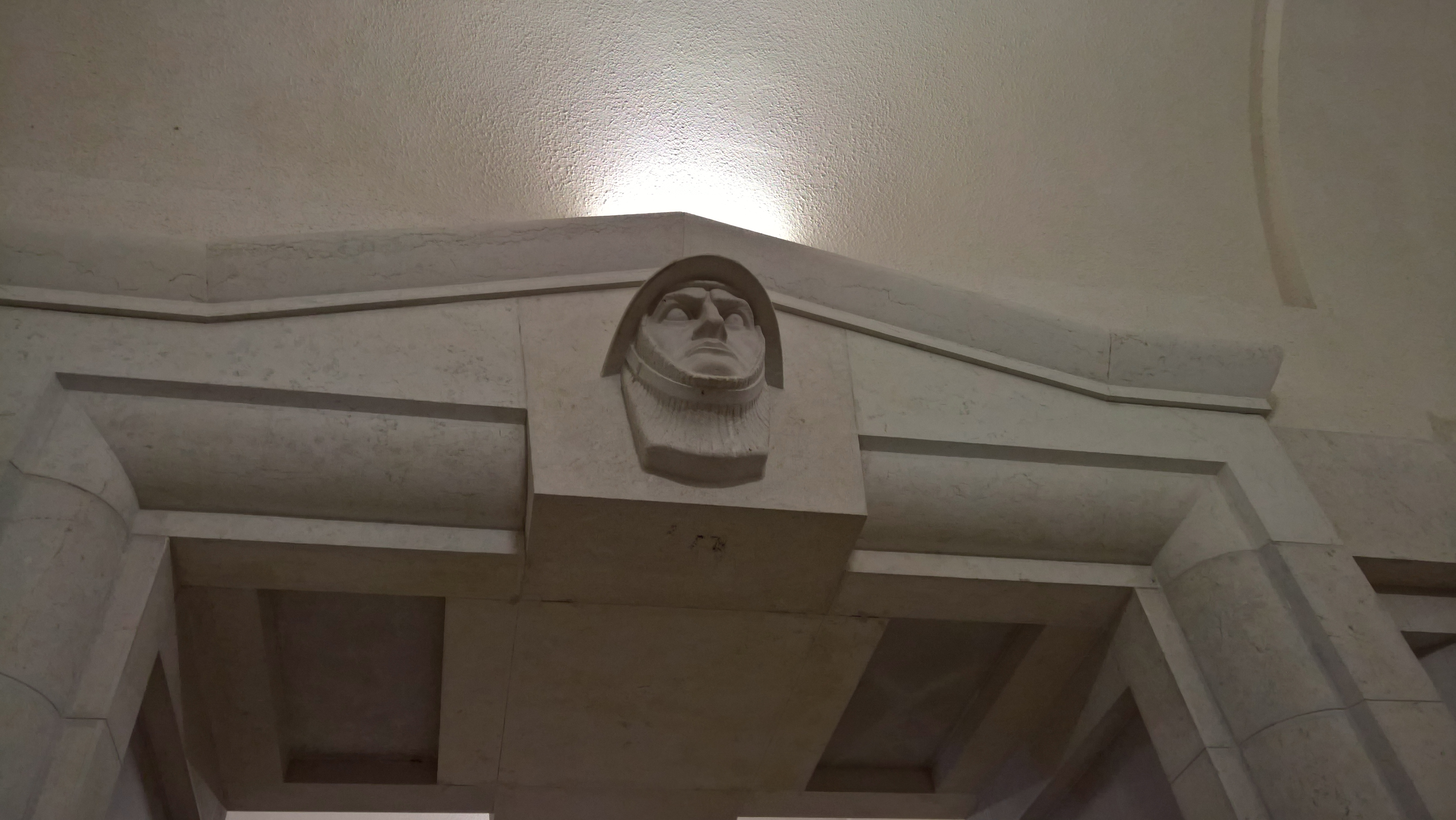
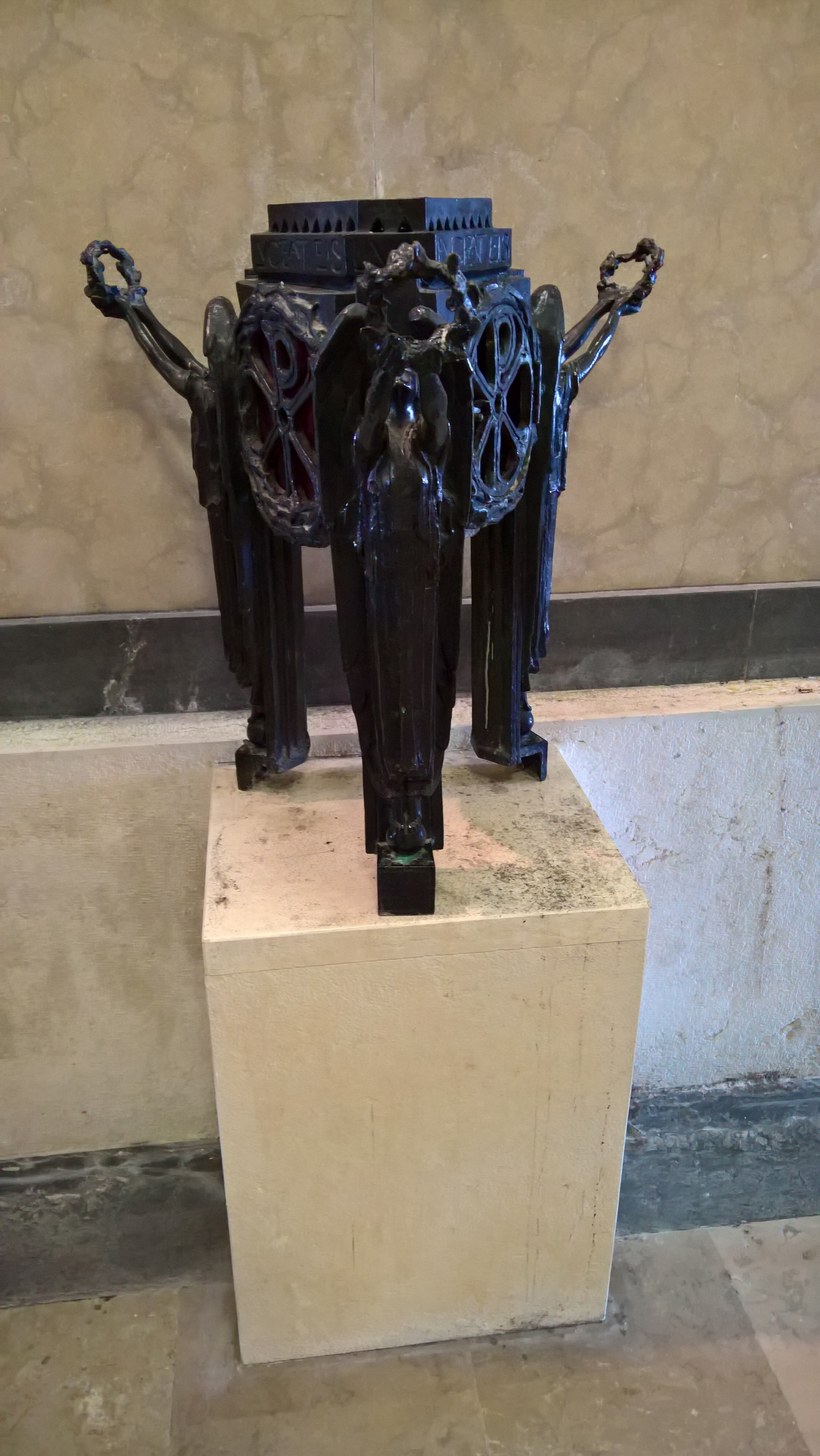
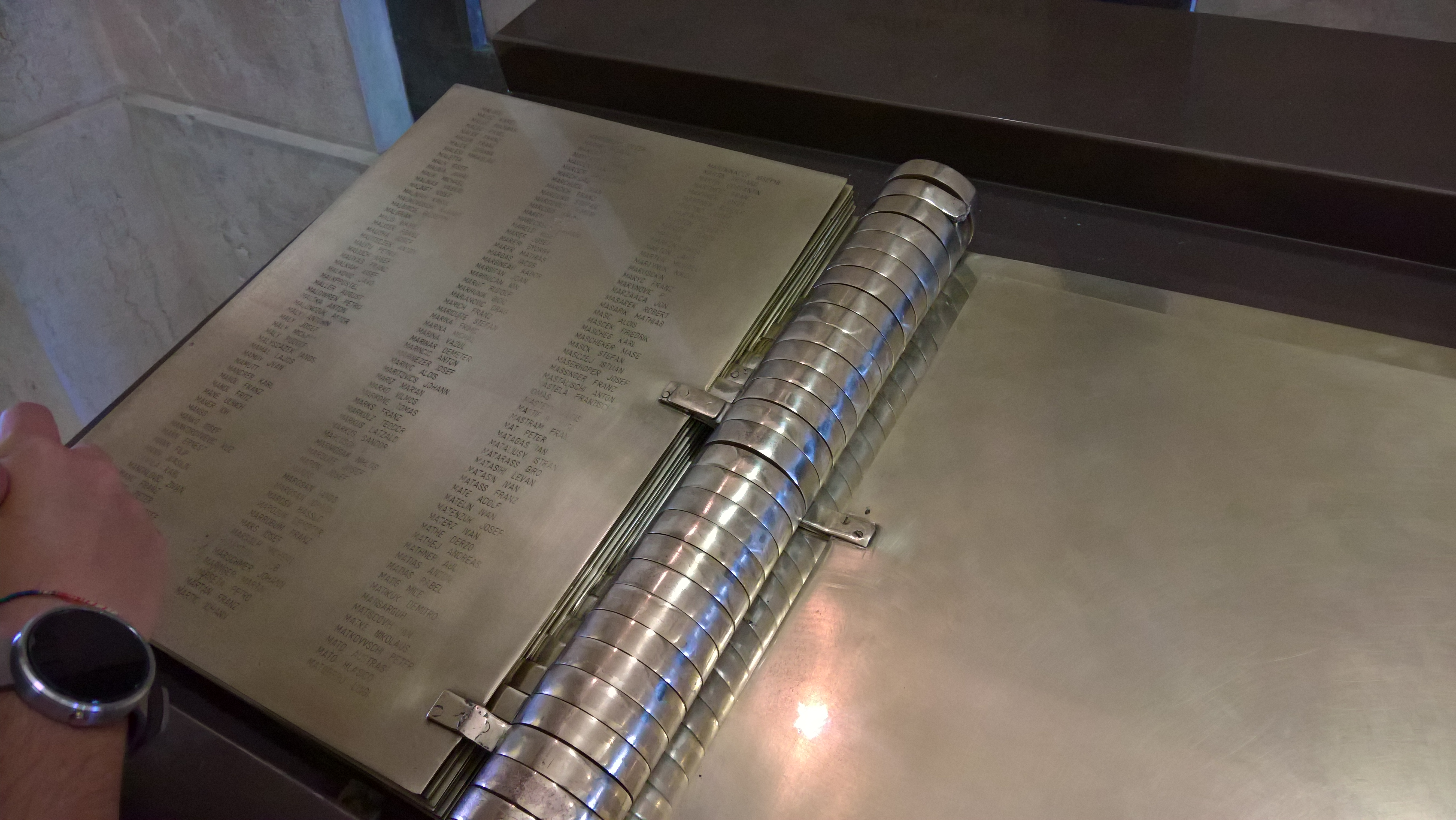
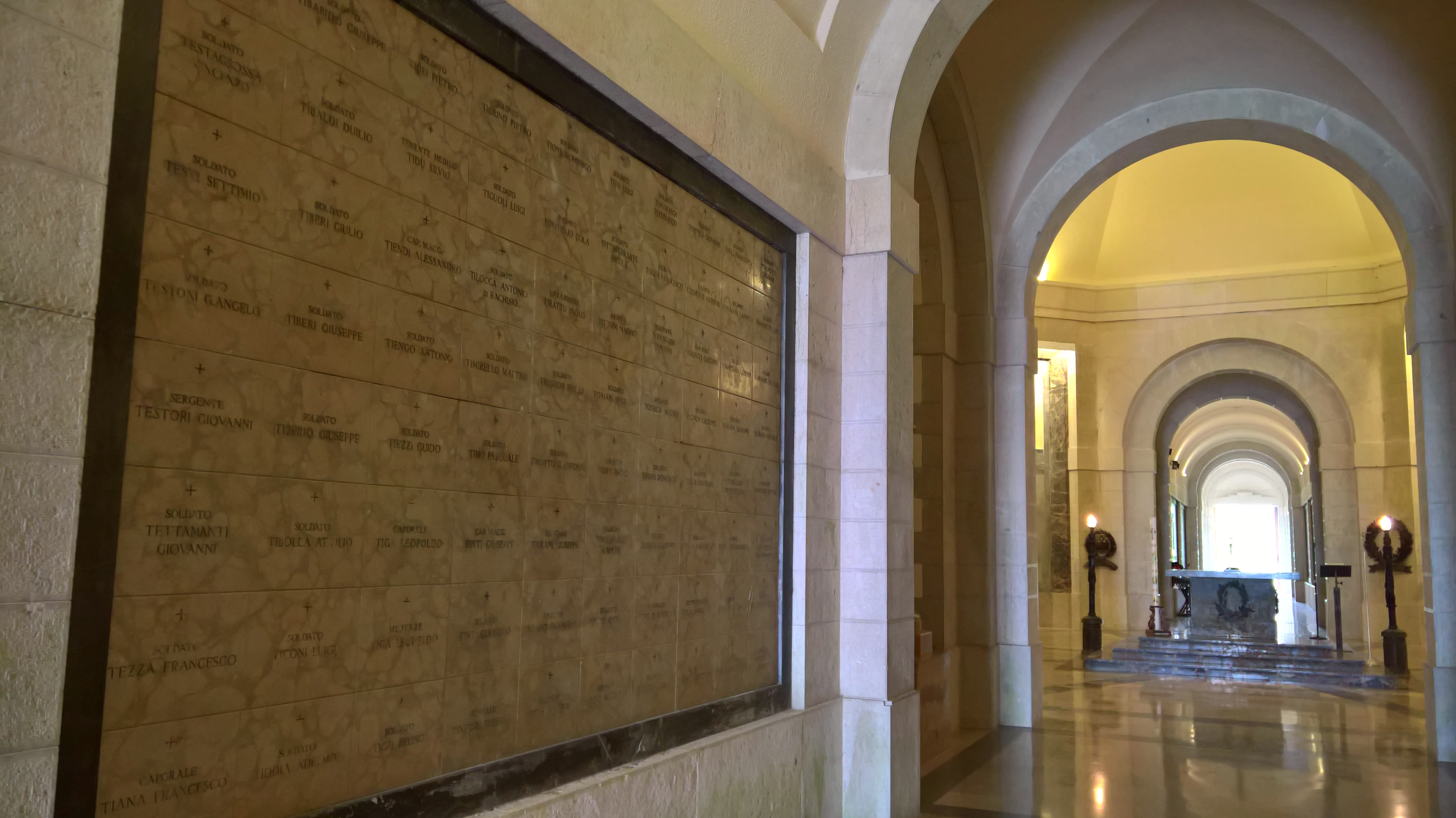